# IC 4204
IC 4204 — галактика типу SBc () у сузір'ї Гончі Пси.
Цей об'єкт міститься в оригінальній редакції індексного каталогу.